# NFL 1974
Die NFL-Saison 1974 war die 55. Saison der National Football League (NFL). Die Regular Season begann am 15. September 1974 und endete am 15. Dezember 1974. Die Saison endete mit dem Pro Bowl am 20. Januar im Orange Bowl in Miami, Florida. Im Super Bowl IX, in dem sich die Pittsburgh Steelers und die Minnesota Vikings gegenüberstanden, konnten sich die Steelers ihren ersten Titel holen.

## Regular Season
| AFC East             | AFC East | AFC East | AFC East | AFC East | AFC East | AFC East |
| Team                 | S        | N        | U        | SQ       | P+       | P−       |
| -------------------- | -------- | -------- | -------- | -------- | -------- | -------- |
| Miami Dolphins       | 11       | 3        | 0        | 0,786    | 327      | 216      |
| Buffalo Bills        | 9        | 5        | 0        | 0,643    | 264      | 244      |
| New England Patriots | 7        | 7        | 0        | 0,500    | 348      | 289      |
| New York Jets        | 7        | 7        | 0        | 0,500    | 279      | 300      |
| Baltimore Colts      | 2        | 12       | 0        | 0,143    | 190      | 329      |

| NFC East            | NFC East | NFC East | NFC East | NFC East | NFC East | NFC East |
| Team                | S        | N        | U        | SQ       | P+       | P−       |
| ------------------- | -------- | -------- | -------- | -------- | -------- | -------- |
| St. Louis Cardinals | 10       | 4        | 0        | 0,714    | 285      | 218      |
| Washington Redskins | 10       | 4        | 0        | 0,714    | 320      | 196      |
| Dallas Cowboys      | 8        | 6        | 0        | 0,571    | 297      | 235      |
| Philadelphia Eagles | 7        | 7        | 0        | 0,500    | 242      | 217      |
| New York Giants     | 2        | 12       | 0        | 0,143    | 195      | 299      |

| AFC Central         | AFC Central | AFC Central | AFC Central | AFC Central | AFC Central | AFC Central |
| Team                | S           | N           | U           | SQ          | P+          | P−          |
| ------------------- | ----------- | ----------- | ----------- | ----------- | ----------- | ----------- |
| Pittsburgh Steelers | 10          | 3           | 1           | 0,750       | 305         | 189         |
| Houston Oilers      | 7           | 7           | 0           | 0,500       | 236         | 282         |
| Cincinnati Bengals  | 7           | 7           | 0           | 0,500       | 283         | 259         |
| Cleveland Browns    | 4           | 10          | 0           | 0,286       | 251         | 344         |

| NFC Central       | NFC Central | NFC Central | NFC Central | NFC Central | NFC Central | NFC Central |
| Team              | S           | N           | U           | SQ          | P+          | P−          |
| ----------------- | ----------- | ----------- | ----------- | ----------- | ----------- | ----------- |
| Minnesota Vikings | 10          | 4           | 0           | 0,714       | 310         | 195         |
| Detroit Lions     | 7           | 7           | 0           | 0,500       | 256         | 270         |
| Green Bay Packers | 6           | 8           | 0           | 0,429       | 210         | 206         |
| Chicago Bears     | 4           | 10          | 0           | 0,286       | 152         | 279         |

| AFC West           | AFC West | AFC West | AFC West | AFC West | AFC West | AFC West |
| Team               | S        | N        | U        | SQ       | P+       | P−       |
| ------------------ | -------- | -------- | -------- | -------- | -------- | -------- |
| Oakland Raiders    | 12       | 2        | 0        | 0,857    | 355      | 228      |
| Denver Broncos     | 7        | 6        | 1        | 0,536    | 302      | 294      |
| Kansas City Chiefs | 5        | 9        | 0        | 0,357    | 233      | 293      |
| San Diego Chargers | 5        | 9        | 0        | 0,357    | 212      | 285      |

| NFC West            | NFC West | NFC West | NFC West | NFC West | NFC West | NFC West |
| Team                | S        | N        | U        | SQ       | P+       | P−       |
| ------------------- | -------- | -------- | -------- | -------- | -------- | -------- |
| Los Angeles Rams    | 10       | 4        | 0        | 0,714    | 263      | 181      |
| San Francisco 49ers | 6        | 8        | 0        | 0,429    | 226      | 236      |
| New Orleans Saints  | 5        | 9        | 0        | 0,357    | 166      | 263      |
| Atlanta Falcons     | 3        | 11       | 0        | 0,214    | 111      | 271      |

 Divisionssieger 0
 Wildcard

Quelle: pro-football-reference.com

## Play-offs
|  | Divisional Playoffs                 | Divisional Playoffs             | Divisional Playoffs |                                     |                     | Conf. Championship Games | Conf. Championship Games | Conf. Championship Games |  |  | Super Bowl IX | Super Bowl IX | Super Bowl IX |
|  |                                     |                                 |                     |                                     |                     |                          |                          |                          |  |  |               |               |               |
|  | 21. Dezember – Metropolitan Stadium |                                 |                     |                                     |                     |                          |                          |                          |  |  |               |               |               |
|  |                                     |                                 |                     |                                     |                     |                          |                          |                          |  |  |               |               |               |
|  | C                                   | Minnesota Vikings               | 30                  |                                     |                     |                          |                          |                          |  |  |               |               |               |
|  | C                                   | Minnesota Vikings               | 30                  | 29. Dezember – Metropolitan Stadium |                     |                          |                          |                          |  |  |               |               |               |
|  | E                                   | St. Louis Cardinals             | 14                  |                                     |                     |                          |                          |                          |  |  |               |               |               |
|  | E                                   | St. Louis Cardinals             | 14                  | C                                   | Minnesota Vikings   | 14                       |                          |                          |  |  |               |               |               |
|  | 22. Dezember – L.A. Coliseum        |                                 |                     | C                                   | Minnesota Vikings   | 14                       |                          |                          |  |  |               |               |               |
|  |                                     | W                               | Los Angeles Rams    | 10                                  |                     |                          |                          |                          |  |  |               |               |               |
|  | W                                   | W                               | Los Angeles Rams    | 10                                  | Los Angeles Rams    | 19                       |                          |                          |  |  |               |               |               |
|  | W                                   |                                 |                     | 12. Januar – Tulane Stadium         | Los Angeles Rams    | 19                       |                          |                          |  |  |               |               |               |
|  | WC                                  | Washington Redskins             | 10                  |                                     |                     |                          |                          |                          |  |  |               |               |               |
|  | WC                                  | Washington Redskins             | 10                  | N                                   | Minnesota Vikings   | 6                        |                          |                          |  |  |               |               |               |
|  | 21. Dezember – Oakland Coliseum     |                                 |                     | N                                   | Minnesota Vikings   | 6                        |                          |                          |  |  |               |               |               |
|  |                                     | A                               | Pittsburgh Steelers | 16                                  |                     |                          |                          |                          |  |  |               |               |               |
|  | W                                   | A                               | Pittsburgh Steelers | 16                                  | Oakland Raiders     | 28                       |                          |                          |  |  |               |               |               |
|  | W                                   | 29. Dezember – Oakland Coliseum |                     |                                     | Oakland Raiders     | 28                       |                          |                          |  |  |               |               |               |
|  | E                                   | Miami Dolphins                  | 26                  |                                     |                     |                          |                          |                          |  |  |               |               |               |
|  | E                                   | Miami Dolphins                  | 26                  | W                                   | Oakland Raiders     | 13                       |                          |                          |  |  |               |               |               |
|  | 22. Dezember – Three Rivers Stadium |                                 |                     | W                                   | Oakland Raiders     | 13                       |                          |                          |  |  |               |               |               |
|  |                                     | C                               | Pittsburgh Steelers | 24                                  |                     |                          |                          |                          |  |  |               |               |               |
|  | C                                   | C                               | Pittsburgh Steelers | 24                                  | Pittsburgh Steelers | 32                       |                          |                          |  |  |               |               |               |
|  | C                                   |                                 |                     |                                     | Pittsburgh Steelers | 32                       |                          |                          |  |  |               |               |               |
|  | WC                                  | Buffalo Bills                   | 14                  |                                     |                     |                          |                          |                          |  |  |               |               |               |
|  | WC                                  | Buffalo Bills                   | 14                  |                                     |                     |                          |                          |                          |  |  |               |               |               |

## Super Bowl IX
Der Super Bowl IX fand am 12. Januar 1975 im Tulane Stadium in New Orleans, Louisiana statt.
Im Finale trafen die Pittsburgh Steelers auf Vorjahresfinalist Minnesota Vikings. Die Pittsburgh Steelers gewannen ihren ersten Super Bowl. Für die Minnesota Vikings war es dagegen die dritte Niederlage bei der dritten Teilnahme.

## Auszeichnungen
| Most Valuable Player            | Ken Stabler, Quarterback, Oakland Raiders       |
| Coach of the Year               | Don Coryell, St. Louis Cardinals                |
| Offensive Player of the Year    | Ken Stabler, Quarterback, Oakland Raiders       |
| Defensive Player of the Year    | Joe Greene, Defensive End, Pittsburgh Steelers  |
| Offensive Rookie of the Year    | Don Woods, Runningback, San Diego Chargers      |
| Defensive Rookie of the Year    | Jack Lambert, Linebacker, Pittsburgh Steelers   |
| Comeback Player of the Year     | Joe Namath, Quarterback, New York Jets          |
| Man of the Year                 | George Blanda, Quarterback, Oakland Raiders     |
| Super Bowl Most Valuable Player | Franco Harris, Runningback, Pittsburgh Steelers |